# Bert Hiemstra
Pour l’article homonyme, voir Hiemstra.
Bert Hiemstra (né le 9 août 1973 à Groningue) est un coureur cycliste néerlandais, professionnel de 1998 à 2005.

## Palmarès
- 1992
  - 7e étape du Tour du Poitou-Charentes et de la Vienne
- 1993
  - 6e étape de l'Olympia's Tour
- 1994
  - Une étape du Tour de Taïwan
- 1996
  - 2e du Tour du Brabant central
  - 3e du Tour de Frise du sud
  - 3e de la Ster van Zwolle
- 1997
  - 7e étape du Tour de Liège
  - 2e du Teleflex Tour
- 1999
  - Rund um Rhede
- 2001
  - 5e étape du Ster Elektrotoer
  - Grand Prix Wielerrevue
  - 3e étape du Tour de Lloret del Mar
  - 3e du Samyn
- 2002
  - 2e du Tour Beneden-Maas
- 2003
  - 2e de la Course des raisins
- 2004
  - Tour du Nord des Pays-Bas (ex aequo avec 21 coureurs)

## Classements mondiaux
| Année           | 2005 |
| --------------- | ---- |
| UCI Europe Tour | 579e |